# 1847 în literatură
Anul 1847 în literatură a implicat o serie de evenimente și cărți noi semnificative.  